# Vouarces
Vouarces ist eine französische Gemeinde mit 61 Einwohnern (Stand: 1. Januar 2022) im Département Marne in der Region Grand Est. Sie gehört zum Kanton Vertus-Plaine Champenoise und zum Arrondissement Épernay.

## Geografie
Die Gemeinde Vouarces liegt 17 Kilometer nordöstlich von Romilly-sur-Seine an der Mündung der Superbe in die Aube, die hier die Grenze zum Département Aube markiert. Sie ist umgeben von folgenden Nachbargemeinden:
| Marsangis         | Saint-Saturnin                              | Courcemain           |
| Granges-sur-Aube  | Kompassrose, die auf Nachbargemeinden zeigt | Boulages             |
| Étrelles-sur-Aube |                                             | Longueville-sur-Aube |

## Bevölkerungsentwicklung

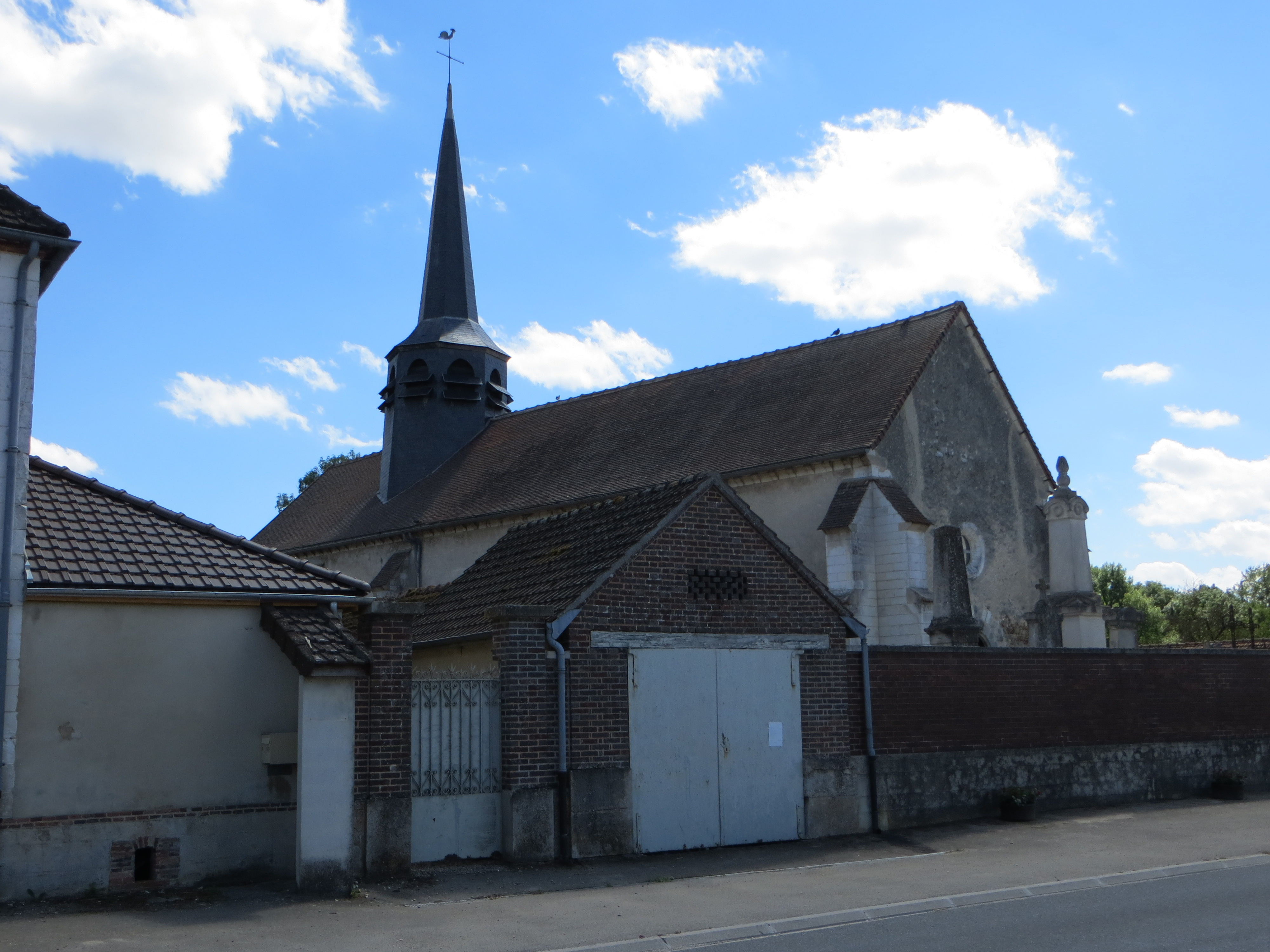
Kirche Saint-Pierre-Saint-Paul

| Jahr                       | 1962 | 1968 | 1975 | 1982 | 1990 | 1999 | 2008 | 2018 |
| -------------------------- | ---- | ---- | ---- | ---- | ---- | ---- | ---- | ---- |
| Einwohner                  | 89   | 81   | 75   | 60   | 63   | 63   | 58   | 59   |
| Quellen: Cassini und INSEE |      |      |      |      |      |      |      |      |